# Władysław Błądziński
Blahoslavený Vladislav Blądziński (6. ledna 1908–1944) byl polský římskokatolický duchovní, zavražděný dozorcem v koncentračním táboře. Katolická církev jej uctívá jako blahoslaveného mučedníka.

## Život
Narodil se v Myšlatycích, kde jeho otec působil jako varhaník v místním kostele. V roce 1924 vstoupil do Kongregace sv. Michaela, archanděla. Studoval filosofii a teologii, načež byl po dokončení studií vysvěcen na kněze. Byl výpomocným duchovním v Pawlikowicích. Pracoval s mládeží, čímž vadil Němcům, kteří tedy Polsko okupovali. Dlouho čelil výhrůžkám, že bude uvězněn. K jeho uvěznění nakonec došlo, byl umístěn do koncentračního tábora v Gross-Rosen. Zde byl poté, co již nemohl pracovat, zbit dozorcem a shozen do kamenolomu. Pád nepřežil, a jeho tělo bylo spáleno.

## Beatifikace
Beatifikován byl papežem sv. Janem Pavlem II. 13. června 1999 ve skupině 108 polských mučedníků.